# Berrier
Berrier – przysiółek w Anglii, w Kumbrii, w dystrykcie (unitary authority) Westmorland and Furness, w civil parish Mungrisdale. Leży 27 km na południe od miasta Carlisle i 396 km na północny zachód od Londynu.